# Мунфлит
«Мунфлит» (англ. Moonfleet) — историко-приключенческий фильм Фрица Ланга, снятый в США в 1955 году, экранизация одноимённого романа Джона Мида Фолкнера (1898), выполненная в технике позднего текниколора. В 2008 г. влиятельный журнал Cahiers du cinéma включил «Мунфлит» в число лучших фильмов в истории кинематографа.

## Сюжет
В рыбацкое селение Мунфлит на морском побережье Дорсета в 1742 году приходит мальчик-сирота. Это последний из рода Мохоунов, издавна правившего этими местами. Умирая, мать препоручила опеку над ним своему бывшему возлюбленному, Джереми Фоксу. Мальчик представляет себе Фокса романтическим героем без страха и упрёка, однако Фокс оказывается распутным главарём контрабандистов. Местные власти разоблачают его тёмные делишки и пускаются вдогонку как за Фоксом, так и за его верным спутником — юным Мохоуном. Мальчик видит в своём спутнике только лучшие черты, и это пробуждает душу старого греховодника к новой жизни…

## В ролях
- Стюарт Грейнджер — Джереми Фокс
- Джордж Сэндерс — лорд Джеймс Эшвуд
- Мелвилл Купер — Феликс Рэтсей
- Джон Уайтли — Джон Тренчард
- Джек Элам
- Лиллиан Кембл-Купер — Мэри Хикс
- Скелтон Кнаггс — Джейкоб (последняя роль актёра)